# Lise Bech
Lise Bech (født 16. september 1961 i Esbjerg) er en dansk politiker som siden 18. august 2022 har repræsenteret Danmarksdemokraterne i Folketinget. Hun har været folketingsmedlem valgt i Nordjyllands Storkreds siden 2015 og repræsenterede Dansk Folkeparti indtil februar 2022 hvor hun meldte sig ud af partiet og blev løsgænger indtil august.

## Baggrund
Hun blev født den 16. september 1961 som datter af forhenværende salgsdirektør Poul Erik Bech og forhenværende danselærerinde og sygehjælper Ellen Baagøe Bech.
Bech er uddannet kontorassistent fra Handelsskolen i Aars og merkonom i ledelse og samarbejde fra Aalborg Handelsskole. Hun var selvstændig forretningsfører og bogholder 2010-2015.

## Politisk karriere
Bech var medlem af Dansk Folkeparti fra partiets stiftelse i 1995 og var samme år med til stifte partiets lokalforening i Støvring Kommune. og hun var bestyrelsesmedlem i lokalforeningen fra 1996 til 2006.[kilde mangler]
Hun var byrådsmedlem i Støvring Kommune 1999-2006 og medlem af kommunens teknik- og miljøudvalg samt børne- og kulturudvalg. Hun blev igen byrådsmedlem da hun i 2014 indtrådte i byrådet i Rebild Kommune efter Rikke Karlsson som var valgt til Europa-Parlamentet for Dansk Folkeparti. Hun var medlem af Rebild Kommunes sundhedsudvalg og arbejdsmarkedsudvalg. Lise Bech trådte ud af byrådet efter folketingsvalget 2015 for at varetage arbejdet i Folketinget.
Ved folketingsvalget 2015 blev hun valgt for Nordjyllands Storkreds med 4.181 personlige stemmer. DF gik generelt stærk tilbage ved folketingsvalget 2019, og Bech havde også en nedgang i personlige stemmer til 2306, men det lykkedes hende at blive genvalgt.
Bech var Dansk Folkepartis fødevareordfører 2015-2022, landbrugsordfører 2016-2022 og beredskabs- og veteranordfører 2019-2022.
Ved formandsvalget til i Dansk Folkeparti i januar 2022 støttede hun Martin Henriksen der ikke blev valgt. Fire uger efter formandsvalget, som Morten Messerschmidt vandt, meldte hun sig ud af partiet sammen med flere andre folketingsmedlemmer efter en kraftig kritik af Messerschmidts ledelsesstil.  Hun var løsgænger i Folketinget til august 2022 hvor hun skiftede til Danmarksdemokraterne og også blev folketingskandidat for Danmarksdemokraterne i Nordjylland Storkreds.